# 상하이시 대도정부
상하이시 대도정부(일본어: 上海市大道政府)는 상하이 전투 이후 일본 제국군에 점령된 상하이시에 세워진 단명한 괴뢰정권이다. 1937년 12월 5일 상하이 푸둥구(浦東區)에서 수립되었으며 중일전쟁 초에 상하이시의 행정을 담당했다.

## 배경
1937년 상하이 전투 이후, 일본의 고노에 후미마로 내각은 중국에서의 전쟁을 신속하고 외교적인 방법으로 해결하려 하였고, 비용이 많이 드는 장기적인 점령을 원하지 않았다.(트라우트만 평화공작 참조) 나아가 대본영은 관동군이 만주국을 수립할 때 행한 정치적 모험을 반복하지 않기를 원했고 중지나 방면군에 상하이 수도권의 지방 행정 세부사항을 처리할 협력적 지방 정부를 수립하도록 압력을 가했다.
1937년 11월, 몇몇 유력한 주민들이 도시의 임시 민간 행정을 인수하라는 제의를 받았다. 결국 일본은 중국상업은행의 부유한 이사이자 상하이 상공회의소의 대표이던 푸샤오안(傅筱庵)의 도움을 확보할 수 있었다. 푸샤오안은 국민당 지도자 장제스의 개인적, 정치적 적이었는데, 1927년 장제스에게 돈을 빌려주기를 거부한 혐의로 국민당에 의해 투옥된 전력이 있었다. 그는 감옥에서 풀려난 후 관동주 조차지(오늘날 다롄시 뤼순커우)로 도망쳐 수년 동안 일본의 보호를 받으며 장제스에 대한 증오를 키웠다.
그러나 푸샤오안은 직접 신정부를 이끄는 일은 거부했고, 대신 장완에 있는 츠즈 대학에서 종교 철학과 정치학을 가르치던 쑤시원(蘇錫文)을 지도자로 추천했다. 쑤시원은 도쿄 와세다 대학을 졸업했고 보수적인 정치적 견해로 알려져 있었다. 그는 또한 불교와 도교의 혼합주의 견해로 유명했는데, 이는 신정부의 이름인 "대도(大道)"와 불교적인 노란색 배경에 도교의 음양 문양이 그려진 깃발에 영향을 미쳤다.

## 역사
새 정부는 신속히 도시의 공공 서비스를 복구하기 위한 노력을 기울였고, 장쑤성 경찰을 총괄하던 장쑹린의 지휘 하에 경찰대를 창설하여 공공 질서를 유지했다. 상하이로 들어오고 나가는 일본군의 전선을 향한 모든 수입 및 수출에 부과된 세금이 주요한 운영 자금이 되었고, 쑤시원은 남만주철도 회사에서 제공한 여러 전문가의 도움을 받았다. 쑤시원은 도시에서 공산당과 국민당의 잔재를 모두 제거하겠다고 공약했다. 그러나 일본의 정치 요원들은 쑤시원이나 그의 대도정부를 제대로 된 정부로 취급하지 않았으며, 새로운 행정부의 요직으로 범죄자, 광신도, 마약상 등이 몰려듦에 따라 당혹과 경멸감을 드러냈다. 쑤시원의 부하들이 자금을 빼돌리면서 약속된 공공 사업들은 실시되지 않았고, 새로운 행정부의 선전적 가치는 빠르게 퇴색되었다. 결국 일본은 임시 조치로 1937년 12월 왕즈후이라는 유력한 중국 북부의 협력자를 데려와 작전을 감독하게 했다.
1938년 3월, 량훙지가 점령된 국민정부 수도인 난징에 중화민국 유신정부를 수립하였고, 일본군 중지나 방면군은 지지를 모으기 위한 여러 대중 집회와 의식을 조직했다. 그로부터 한 달이 지나지 않아 유신정부는 상하이 시정의 기능을 인계받을 감독 아문을 설립하여 대도 정부에 대한 권한을 주장했다. 이에 쑤시원은 유신정부를 공식적으로 인정하고 1938년 5월 3일에 이들의 깃발을 채택했다.
개혁 정부 하에서 쑤시원은 1938년 10월 16일에 푸샤오안이 시장직을 교체할 때까지 감독 아문의 수장으로 계속 재임했다.

## 같이 보기
- 상하이 전투
- 중일 전쟁